# Tontelea mauritioides
Tontelea mauritioides är en benvedsväxtart som först beskrevs av Albert Charles Smith, och fick sitt nu gällande namn av Albert Charles Smith. Tontelea mauritioides ingår i släktet Tontelea och familjen Celastraceae. Inga underarter finns listade.